# Planchonella lauracea
Planchonella lauracea là một loài thực vật có hoa trong họ Hồng xiêm. Loài này được (Baill.) Dubard miêu tả khoa học đầu tiên năm 1912.